# Włodzimierz Kiełczewski
Włodzimierz Kiełczewski (ur. w 1928, zm. 17 kwietnia 1990) – polski lekkoatleta, specjalizujący się w biegach średniodystansowych.

## Osiągnięcia
- Mistrzostwa Polski seniorów w lekkoatletyce
  - Wrocław 1949 – złoty medal w sztafecie 3 × 1000 m, srebrny medal w sztafecie 800+400+200+100 m
  - Wrocław 1952 – srebrny medal w biegu na 1500 m
  - Warszawa 1953 – srebrny medal w biegu na 1500 m
  - Łódź 1955 – brązowy medal w biegu na 1500 m

- Halowe mistrzostwa Polski seniorów w lekkoatletyce
  - Poznań 1949 – srebrny medal w sztafecie 3 × 800 m

Rekordzista Polski w biegu na 1500 m (27 września 1952, z czasem 3:52,6).

## Rekordy życiowe
- bieg na 1500 metrów
  - stadion – 3:51,00 (Berlin 1956)